# La ciencia y el trabajo
La ciencia y el trabajo es un mural realizado por el artista mexicano José Chávez Morado de 1952 ubicado en las afueras del Auditorio Alfonso Caso (antes la Antigua Facultad de Ciencias) de la Unidad de Posgrado de la Universidad Nacional Autónoma de México.

## Descripción
La obra es uno de los tres murales creados por el artista ubicados en la UNAM. Es un mural fue elaborado con utilizando la técnica vinílica, y que muestra cómo fue la construcción de Ciudad Universitaria. En él se presentan siete escenarios y personajes que fueron clave desde sus inicios, en los cuales se hace énfasis en la reafirmación de la cultura mexica la cual es representada con la Coatlicue.
De izquierda a derecha el mural muestra a un campesinos con herramientas de construcción, lo cual hace alusión a los ejidatarios que fueron propietarios de las terrenos donde hoy se encuentra la Ciudad Universitaria; posteriormente de esta escena se aprecia a Coatlicue,  la diosa madre de la tierra con un niño que cubre su rostro con una máscara prehispánica y rodeando a un niño con su brazo, asimismo en la parte superior de la escena el basamento de la zona arqueológica Cuicuilco.
A continuación se muestra a un grupo de obreras marcadas con siluetas que representa el desarrollo de la ciencia. Y por último, se presentan a trabajadores, arquitectos e ingenieros que construyeron el edificio donde se encuentra el mural, y a su vez se encuentran acompañados por estudiantes universitarios.